# Nemanja Nadjfeji
Nemanja Nadjfeji (* 18. Oktober 2000 in Belgrad) ist ein deutscher Basketballspieler serbischer Abstammung.

## Laufbahn
Der Sohn des früheren Basketballprofis und späteren -trainers Aleksandar Nađfeji Sein Vater wechselte 2001 nach Deutschland, zu diesem Zeitpunkt war Nemanja Nadfeji wenige Monate alt. Er wuchs in Bonn, Köln, Berlin, Tübingen und München auf, in all diesen Städten stand sein Vater unter Vertrag. Nadfeji der Jüngere spielte ab der Kölner Zeit in den jeweiligen Jugendabteilungen der Klubs, bei denen der Vater angestellt war. Beim SV 03 Tübingen gab er in der Spielzeit 2017/18 seinen Einstand in der Regionalliga-Herrenmannschaft. 2017 wurde er in den deutschen U18-Nationalkader der Basketballspielart „3-gegen-3“ berufen. Ein Jahr später wurde er ins Aufgebot der Profimannschaft Tigers Tübingen (2. Bundesliga ProA) aufgenommen und spielte dort unter seinem Vater als Trainer. Im August 2018 äußerte Nadjfeji gegenüber basketball-bund.de: „Es spornt mich immer an, besser zu werden, als mein Vater. Er ist mit Berlin und Köln zweimal Deutscher Meister und Pokalsieger geworden. Das ist mein Hauptziel und gibt mir am meisten Motivation.“ Seinen ersten Profieinsatz in der zweiten Liga hatte er am 6. Oktober 2018 gegen Hamburg.
Im Juni 2020 wurde er vom Bundesligisten Mitteldeutscher BC verpflichtet, der ihn mit einem Zweitspielrecht für die BG Bitterfeld-Sandersdorf-Wolfen 06 ausstattete. Den ersten Bundesliga-Einsatz seiner Laufbahn verzeichnete Nadjfeji Ende Februar 2021, als er im Spiel des MBC gegen Ulm für knapp zwei Minuten aufs Feld geschickt wurde. Im April 2021 erlitt er eine schwere Knieverletzung. Deshalb musste er lange aussetzen, erst nach seiner Verpflichtung durch den Drittligisten Gießen Pointers kehrte Nadjfeji Ende Januar 2023 aufs Spielfeld zurück.